# Kaler Kantho
Kaler Kantho (bengali : কালের কণ্ঠ) est l'un des journaux en bengali les plus populaires du Bangladesh. Il s'agit d'une entreprise du East-West Media Group, une entreprise sœur du principal conglomérat commercial du Bangladesh, le Bashundhara Group (en). Le même groupe possède le Bangladesh Pratidin, le Daily Sun, News24 (en), Radio Capital (en) et Banglanews24.com.

## Histoire
Abed Khan a été le rédacteur en chef fondateur de Kaler Kantho. Le quotidien a été publié pour la première fois le 10 janvier 2010. Après un court laps de temps, en juin 2011 Khan a démissionné de son poste de rédacteur en chef pour protester contre la publication de reportages contraires à l'éthique et non journalistiques dans le journal. Kaler Kantho a publié un rapport sur Matiur Rahman, rédacteur en chef du plus grand quotidien bengali diffusé, Prothom Alo, qui, selon Abed Khan, est un rapport non éthique et non journalistique.
Après la démission d'Abed Khan, Imdadul Haq Milan (en), un romancier populaire du Bangladesh travaille comme rédacteur en chef. En 2010, sa première année de publication, le quotidien a été tiré à plus de 280 000 exemplaires et est devenu le deuxième quotidien le plus diffusé au Bangladesh.

## Suppléments
Tous les jours, ils publient une page média pour les cinéphiles avec toutes les nouvelles des acteurs, de la publication du film, des nouvelles dramatiques, des programmes, , etc. ; une page internationale avec les nouvelles internationales, économiques, relationnelles , etc. ; une page sport pour les amateurs de sport avec toutes les nouvelles du cricket, du football, du tennis, du hockey , etc. ; « Syllabus-a Nei », une page pour étudiants avec une feuille de pratique, une feuille de leçons , etc. ; « Tech Bisshow » pour les technologies ; une page courrier des lecteurs pour les populations locales. N'importe qui peut envoyer une lettre ouverte pour sensibiliser le public ou sur d'autres sujets ; il y a aussi des pages vedettes connues comme Tech Protidin, Spot Light, Doctor Asen, Onno Kono Khane, A 2 Z, Campus, Sondhani, Rajkut, Ronger Mela, Sei sob Ghotona, Shila Lipy, Shudhui Dhaka, Tin Tin Toon Ton, Mogoj Dholai, , etc..